# Bátonyterenye (distrikt)
Bátonyterenye är ett distrikt i Ungern. Det ligger i provinsen Nógrád, i den norra delen av landet, 80 km nordost om huvudstaden Budapest.